# Hakuei
Hakuei (Kushima, 16 de dezembro de 1970) é um cantor, músico, produtor musical, modelo e mangaká japonês, conhecido por ser vocalista da banda de rock e visual kei Penicillin desde 1992, além de seus outros projetos como Machine, Lychee Hikari Club e The Brow Beat.

## Carreira musical

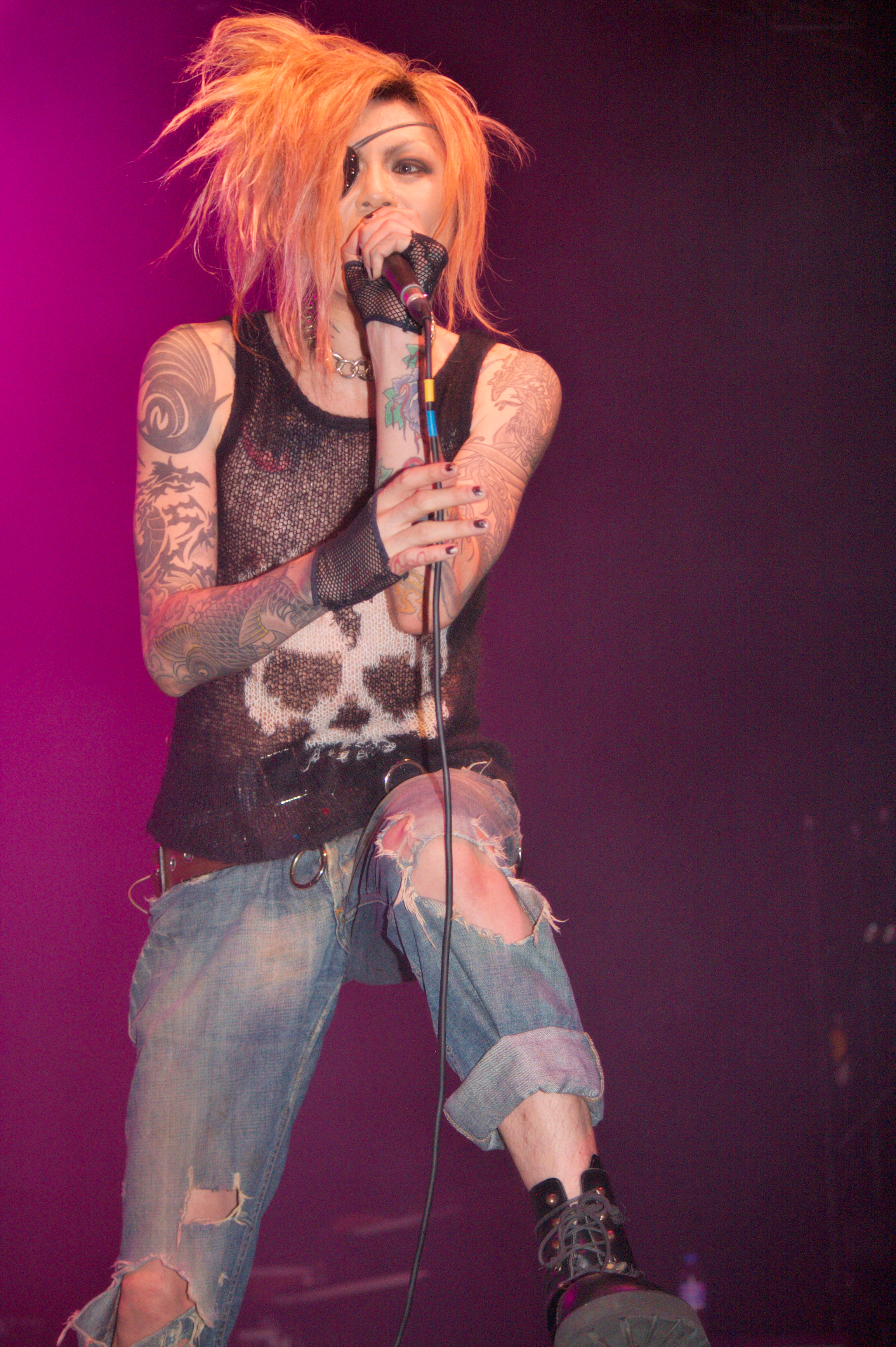
Hakuei se apresentando com o Machine no Japan Expo 2008, em Paris.

No ensino médio, Hakuei participava de um grupo de breakdance e mais tarde formou sua primeira banda de rock. Depois, na faculdade, ele e seus colegas da Universidade Tokai Chisato, Gisho e O-Jiro formaram o Penicillin em 1992, trabalhando meio período para custear as despesas da banda. Após conseguirem contrato com a gravadora Pioneer em 1996, lançaram o álbum Vibe∞ que alcançou o top 10 da Oricon Albums Chart, pela primeira vez em sua carreira.
No mesmo ano, Hakuei estreou como artista solo com o single "Zeus", que também atingiu o top 10 da Oricon. Em 1998, o hit do Penicillin "Romance" vendeu mais de 900,000 cópias e o álbum Ultimate Velocity quase alcançou o topo da Oricon, chegando na segunda posição.
Junto com Kiyoshi, ex membro da banda suporte de hide Spread Beaver, fundou a dupla de rock Machine em 1999. Com um sucesso quase imediato, esgotaram os ingressos de sua perfomance no Nippon Budokan no mesmo ano. Todavia, encerraram as atividades em 2002 após o álbum salvation D-9. Machine se reuniu em 2004 e permanece ocasionalmente ativo até hoje. Em 2008, a dupla se apresentou no Japan Expo em Paris.
Participou do projeto solo de Ruka do Nightmare, The Legendary Six Nine, em 2010. Em 2011, formou a dupla musical Lychee Hikari Club com Gisho, totalmente inspirada no mangá de mesmo nome. Estrearam com o mini álbum Elagabalus no ☆ Yume (エラガバルスの☆夢). No ano seguinte, seus dois projetos Machine e Lychee Hikari Club lançaram juntos o álbum Rendez-vous.
Hakuei retomou sua carreira solo 20 anos após a estreia, em 2016, com o lançamento do álbum Virgin Vibration, que contou com vários músicos suporte, como Shō Kiryūin e Ruka do Nightmare. A turnê Hakuei Solo Works 20th Anniversary Tour foi acompanhada pelos músicos suporte Levin do La'cryma Christi, Ni~ya do Nightmare e Kazutoshi Yokoyama.
Em 2018 formou a dupla de rock The Brow Beat com o ator Ryuji Sato e se tornou editor chefe do maior site sobre visual kei do Japão, o Club Zy, em 3 de dezembro. A dupla entrou em uma gravadora major em 2021 e com isso lançou o tema de abertura de Yu-Gi-Oh! Sevens, "Harevutai".

## Outros trabalhos

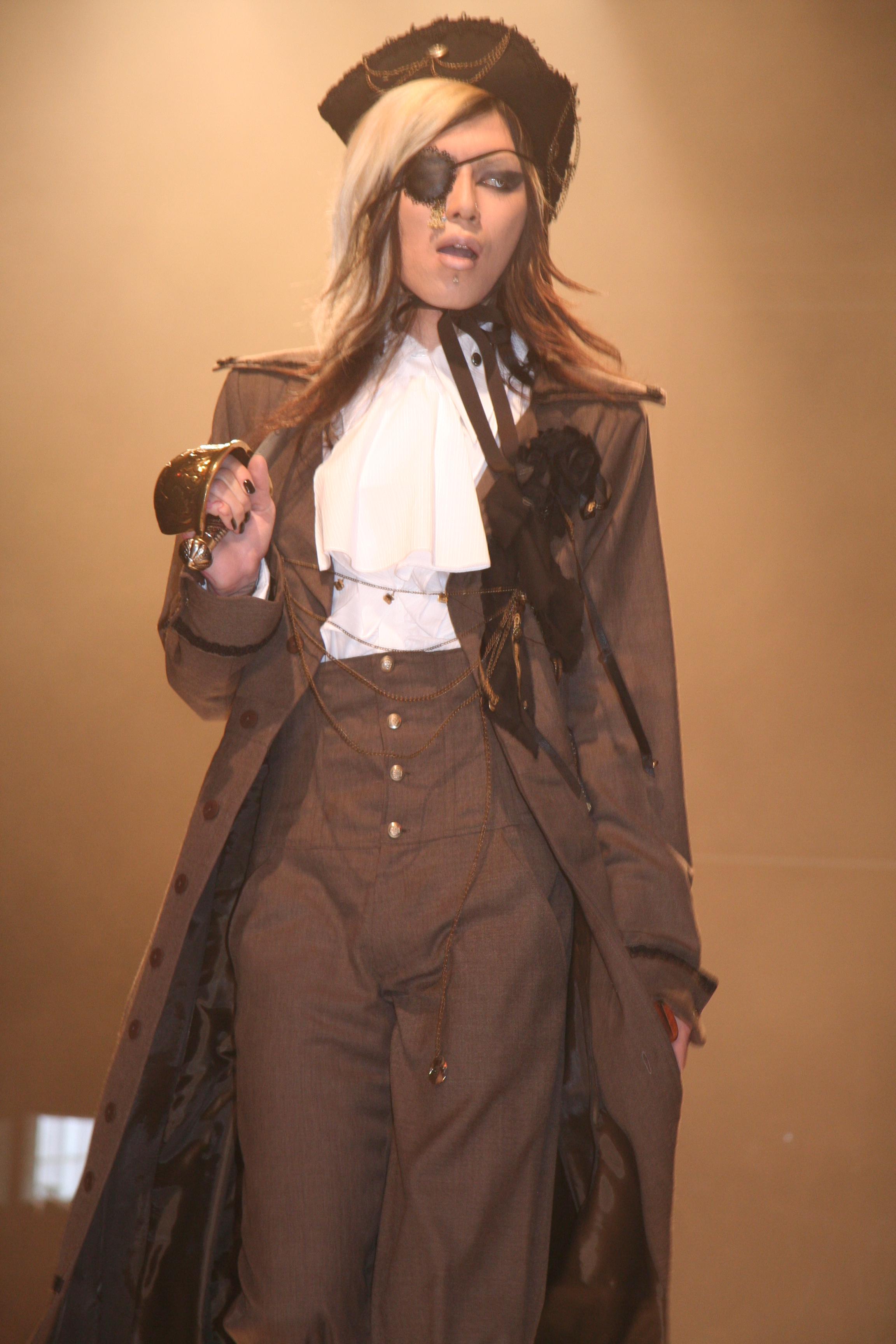
Hakuei como modelo do desfile de moda Laforet Harajuku Collection, no Japan Expo 2007 em Paris.

Hakuei é um demasiado fã de animes e mangás desde a adolescência. Ele nomeou Penicillin baseado na banda fictícia do mangá To-y, Penicillin Shock. Possuiu uma coluna na revista Fool's Mate onde publica a série de mangá Susume Tomosama, com o enredo baseado nos acontecimentos na carreira do Penicillin. 
O livro ilustrado infantil "Nattō Samurai Mame Tarōdegozaru" foi publicado por Usamaru Furuya em colaboração com Hakuei. Ele faz parte do trio de mangakás Manga Kyodai. Além disso, desenhou o cartão final do primeiro episódio do anime Amai Choubatsu.
Após receber uma oferta do diretor Shinobu Sakagami, Hakuei trabalhou como ator pela primeira vez no filme de 1997 30 -thirty-. Também exerceu papel de ator coadjuvante no filme de 2004 Kiss to Kizu. No entanto, ele afirma que não deseja atuar novamente.
Iniciou sua carreira como modelo em 2004, colaborando para a marca Peace Now. Em 2007, participou do evento Japan Expo como modelo para a marca Black Peace. Além disso, no programa de televisão Ariyoshi, revelou em 2019 que é gerente de uma padaria e restaurante em Ginza, Tóquio.

## Vida pessoal
Hakuei nasceu em Kushima, Miyazaki, mas foi criado em Hirosaki, Aomori. Ele tem um irmão mais novo. Disse a mídia que não tem intenção de se casar.

## Influências
Seu estilo vocal é inspirado em Ryuichi Kawamura, do Luna Sea. Também contou que Sex Pistols é a banda ocidental que mais o influenciou.

## Discografia
Álbuns de estúdio
| Título             | Lançamento            | Posição na Oricon |
| ------------------ | --------------------- | ----------------- |
| Angel Trip         | 28 de outubro de 1996 | 9                 |
| Samurai (サムライ) | 14 de março de 2001   | 64                |
| Virgin Vibration   | 28 de julho de 2016   | 27                |

Singles
| Título                        | Lançamento             | Posição na Oricon |
| ----------------------------- | ---------------------- | ----------------- |
| "Zeus"                        | 20 de setembro de 1996 | 10                |
| "Nude"                        | 2 de dezembro de 1996  | 25                |
| "Double Love Shock/True Love" | 1 de outubro de 1997   | 9                 |
| "Baby 999 xxx"                | 7 de fevereiro de 2001 | -                 |
| "The World Is Mine"           | 20 de outubro de 2004  | -                 |